# Pöggstall
Pöggstall – gmina targowa w Austrii, w kraju związkowym Dolna Austria, w powiecie Melk. Według Austriackiego Urzędu Statystycznego liczyła 2 465 mieszkańców (1 stycznia 2014).